# 558

## Decese
- 13 decembrie: Childebert I, 61 ani, regele franc al Parisului, din Dinastia Merovingiană (n.c. 496)